# Neringa Venckienė
Neringa Venckienė (ur. 21 maja 1971 w Kownie) – litewska prawniczka, była sędzia, w latach 2012–2014 posłanka na Sejm Republiki Litewskiej. Siostra Drąsiusa Kedysa.

## Życiorys
W 1989 zdała egzamin maturalny, w 1995 ukończyła studia prawnicze na Uniwersytecie Wileńskim. Do 1999 pracowała jako prawnik w Litewskiej Akademii Rolniczej. W 1999 uzyskała nominację na sędziego sądu rejonowego w Kownie. Od 2007 orzekała w sądzie okręgowym.
Stała się osobą publicznie znaną w związku ze sprawą jej brata Drąsiusa Kedysa, oskarżającego o molestowanie seksualne swojej córki i podejrzewanego o podwójne zabójstwo z października 2009, którego zwłoki odnaleziono w kwietniu 2010. Neringa Venckienė po zniknięciu brata zaopiekowała się dziewczynką i prowadziła z jej matką spór sądowy o prawo do opieki nad nią. Wielokrotnie występowała w mediach, negatywnie oceniając działania organów państwa w sprawie Drąsiusa Kedysa, co doprowadziło do postępowania dyscyplinarnego zakończonego udzieleniem jej nagany za naruszenie zasad etyki sędziego. Mimo ostatecznego orzeczenia sądu nie przekazała dobrowolnie dziecka jego matce, w jej obronie organizowano wiece i czuwania, zaś druga udana próba odebrania dziewczynki z maja 2012 zakończyła się zamieszkami. W rezultacie wobec Neringi Venckienė wszczęto postępowanie karne, zarzucając jej niewykonywanie wyroku sądowego oraz znieważenie funkcjonariusza policji przy wykonywaniu obowiązków służbowych. W czerwcu 2012 Rada Sędziów wystąpiła do prezydent Dalii Grybauskaitė z wnioskiem o jej zwolnienie z urzędu sędziego. Neringa Venckienė sama złożyła wówczas prośbę o dymisję, deklarując zamiar zaangażowania się w działalność polityczną.
Jej zwolennicy organizowali w tym czasie nowe ugrupowanie na potrzebę wyborów parlamentarnych zaplanowanych na październik 2012. Ostatecznie powołano ugrupowanie Droga Odwagi, którego litewska nazwa (Drąsos kelias) odwoływała się do imienia Drąsiusa Kedysa, a której była już sędzia została jednym z liderów. W głosowaniu z 14 października 2012 partia otrzymała poparcie blisko 8% wyborców, uzyskując z listy krajowej 7 mandatów posłów na Sejm Republiki Litewskiej, z których jeden przypadł Nerindze Venckienė.
W kwietniu 2013 Sejm Republiki Litewskiej uchylił jej immunitet w związku z zamiarem przedstawienia jej kilku zarzutów karnych w tym znieważenia i niewykonywania wyroku sądowego. Od tego też miesiąca przestała brać udział w pracach parlamentu, w rezultacie Sejm RL po ponad rocznej nieobecności w głosowaniu z 19 czerwca 2014 pozbawił ją mandatu.